# Districte de Belley
El Districte de Belley és un dels quatre districtes del departament francès de l'Ain, a la regió d'Alvèrnia-Roine-Alps. Té 9 cantons i 107 municipis, el cap cantonal és la sotsprefectura de Belley.

## Cantons
cantó d'Ambérieu-en-Bugey - cantó de Belley - cantó de Champagne-en-Valromey - cantó d'Hauteville-Lompnès - cantó de Lagnieu - cantó de Lhuis - cantó de Saint-Rambert-en-Bugey - cantó de Seyssel - cantó de Virieu-le-Grand